# Бекентаев, Хусаин Исхакович
Хусаин Исхакович Бекентаев (каз. Құсайын Бекентаев; 1896, Забеловка, Житикаринский район — 26 апреля 1938, Ленинград) — казахский советский политический деятель.

## Биография
Уроженец Джетыгаринского района Кустанайской области, по национальности казах. Окончил Кустанайское реальное училище и поступил в коммерческий институт в Москве, но учебу не закончил.
Участник общекиргизского съезда в Оренбурге 5—13 декабря 1917 года (от Тургайской области). На съезде выступал против немедленного объявления Туркестанской автономии.
В марте 1918 на 1 съезде Советов Тургайской области был избран в состав областного исполнительного комитета. Был заместителем первого в Степном крае военного комиссара, заместителем заведующего Киргизским (Казахским) отделом Народного комиссариата по делам национальности РСФСР (июнь 1918 — июль 1919).
На V Всероссийском съезде Советов (4—10 июля 1918) был одним из трёх делегатов от Тургайской области.
В марте 1919 года — участник Первого конгресса Коминтерна в составе Объединённой группы восточных народов России.
В октябре 1919 — мае 1920 — представитель Казахского краевого ВРК при ВЦИК в Москве.
В конце мая 1920 арестован; 3 июня 1920 Президиум ВЦИК рассмотрел и отклонил «ходатайство об ускорении рассмотрении дела Бекентаева и др. и об освобождении Бекентаева на поруки». После освобождения в августе 1920 вернулся к работе в Казахском краевом ВРК при ВЦИК.
Работал в Казахском отделе по делам национальности при Наркомнаце РСФСР. Являлся младшим научным сотрудником Института истории АН СССР.
Арестован 5 октября 1937. На момент ареста проживал в Ленинграде. 17 апреля 1938 года Особой тройкой УНКВД ЛО приговорён по статьям 17-58-8, 58-10-11 УК РСФСР к высшей мере наказания. Расстрелян в Ленинграде 26 апреля 1938 года.